# Ischnura indivisa
Ischnura indivisa är en trollsländeart som först beskrevs av Friedrich Ris 1918.  Ischnura indivisa ingår i släktet Ischnura och familjen dammflicksländor. Inga underarter finns listade i Catalogue of Life.